# 시라하마 아란
시라하마 아란(일본어: 白濱 亜嵐, 1993년 8월 4일 ~ )은 일본의 배우, 댄서이며, GENERATIONS, EXILE의 멤버이다.
에히메현 마츠야마 시 출신. LDH 소속.

## 내력
2008년, EXPG 마츠야마교에 다니기 시작한다.
2009년, 《제1회 극단 EXILE 오디션》에 합격해 상경한다.
2010년 4월, 극단 EXILE 카제구미의 멤버가 된다.
2011년 7월 19일, GENERATIONS의 후보 멤버로 선택되어, 극단 EXILE 카제구미를 탈퇴한다.
2012년 4월 17일, GENERATIONS의 정식 멤버로 결정된 것이 발표된다.
2014년 1월 3일, HIRO에 의해, GENERATIONS의 리더로 취임된다. 4월 27일, 《EXILE PERFORMER BATTLE AUDITION》에서 합격해, EXILE에 가입한다.
2015년 10월 31일, 〈U·F·O ~ELECTRIC HALLOWEEN~ MIXed by PKCZ〉의 서브 스테이지에서 DJ 데뷔.

## 인물
- 아버지는 일본인, 어머니는 스페인계 필리핀인. 누나는 모델인 Loveli[3]이며, 남동생이 한 명 있다.

## 출연

### 드라마
- 비바 BLUES (2011년 7월 ~ 9월, 닛폰 TV) - 사와무라 요네지 역
- GTO (2012년 7월 ~ 9월, 칸사이 TV) - 도지마 세이야 역
  - 가을 스페셜 (2012년 10월 2일)
  - 정월 스페셜 (2013년 1월 2일)
  - 졸업 스페셜 (2013년 4월 2일)
- 슈가리스 (2012년 10월 ~ 12월, 닛폰 TV) - 주연·시이바 가쿠 역
- 우리는 모두 죽었다♪ (2013년 12월 2일 ~ 2014년 2월 14일/2014년 7월 1일 ~ 9월 2일, NOTTV/TBS〔칸토 로컬〕) - 주연·이치노세 유안 역
- HiGH&LOW~THE STORY OF S.W.O.R.D.~ (2015년 10월 ~ 12월, 닛폰 TV) - BERNIE 역
  - HiGH&LOW Season2 (2016년 4월 ~ 6월)
- 나이트 히어로 NAOTO 제3화 (2016년 4월 29일, TV 도쿄) - 엔딩 댄스

### 영화
- 세븐 데이즈 리포트 (2014년, 요시모토 크리에이티브 에이전시) - 주연·료타 역
- ROAD TO HiGH&LOW (2016년 5월 7일, 쇼치쿠) - BERNIE 역
  - HiGH&LOW THE MOVIE (2016년 7월 16일)
- 한낮의 유성 (2017년, 쇼치쿠) - 마무라 다이키 역

### 무대
- 극단 EXILE JUNCTION #1 〈Night Ballet〉 (2010년 3월)
- 극단 EXILE 하나구미 제3회 공연 〈KILL THE BLACK〉 (2010년 6월)
- 극단 EXILE 하나구미×카제구미 합동 공연 〈비바 BLUES〉 (2010년 12월)
- 리딩 드라마 〈만약 네가.〉 (2011년 9월·12월)

### CM
- 모이스트 다이안 〈엑스트라 샤인〉 (2015년)
- 사만사 타바사 재팬 리미티드 〈Samantha Vega〉 (2015년)
- 로토 제약 〈OXY〉 (2016년)
- 소프트뱅크 〈스포나비 라이브〉 (2016년)